# Котелянець Марія Василівна
Марія Василівна Котелянець (1920, село Дерганівка, тепер Ружинського району Житомирської області — ?) — українська радянська діячка, новатор сільськогосподарського виробництва, ланкова колгоспу імені Кірова Ружинського району Житомирської області. Депутат Верховної Ради УРСР 2-го скликання.

## Життєпис
Народилася в селянській родині. У дитинстві втратила батьків.
З 1936 до 1941 року працювала колгоспницею, ланковою в колгоспі імені Кірова села Дерганівки Ружинського району Житомирської області. Була членом комсомолу, обиралася депутатом сільської ради.
Під час німецько-радянської війни переховувалася від німецької влади, була зв'язківцем у радянських партизанів.
З 1944 року — ланкова колгоспу імені Кірова села Дерганівки Ружинського району Житомирської області. У 1946 році ланка Марії Котелянець зібрала по 446 центнерів буряків з гектара.

## Нагороди
- медаль «За доблесну працю у Великій Вітчизняній війні 1941—1945 років»
- медалі